# ألبرت هير
ألبرت هير هو سياسي كندي، ولد في 28 يناير 1891، وتوفي في 1972.